# 特雷豪特 (密蘇里州)
特雷豪特（英語：Terre Haute）是位於美國密蘇里州帕特南縣的鬼鎮。

## 歷史
特雷豪特的郵局於1862年設立，其後於1891年停運。

## 地理
特雷豪特所處的海拔為高於海平面316米（即1037英呎），而該地所採用的時區為UTC-6，即北美中部時區（CST）。同時該地設有夏令時間，為UTC-6調快一小時，即UTC-5（CDT）。